# WeltenBrand
WeltenBrand est un groupe liechtensteinois, actif entre 1995 et 2011.

## Histoire
Le groupe est formé en 1995 par Oliver Falk. La même année, un contrat est signé avec Witchhunt Records à Zurich et le premier album Das Rabenland est publié immédiatement. Ritchie Wenaweser et Simone Steiner se chargent du chant. L'objectif du fondateur Falk est de représenter la principauté du Liechtenstein en utilisant exclusivement des légendes du livre de légendes du Liechtenstein d'Otto Seger pour les textes des chansons et en les traduisant en anglais.
En 1996, WeltenBrand rejoint le label M.O.S. Records Ltd. et publie en 1997 son deuxième album Das Nachtvolk,, sur lequel on peut entendre pour la première fois la violoniste Daniela Nipp. En 1998, Oliver Falk forme le groupe Erben der Schöpfung, dans lequel il travaille en parallèle depuis. En 1999 sort le troisième opus Der Untergang von Trisona, sur lequel on peut entendre Liv Kristine et Alexander Krull en tant que chanteurs invités,. En 2002, WeltenBrand publie son quatrième album In Gottes oder des Teufels Namen.
Après la disparition de M.O.S. Records Ltd., WeltenBrand signe un contrat avec Napalm Records. L'enregistrement du cinquième album The End of the Wizard commence à l'automne 2005 et sort en août 2006,. De grands changements ont également lieu dans le line-up : Christian Sele (basse), Mario Jahnke (batterie) rejoignent le groupe et Simone Steiner est remplacée par Dina Falk-Zambelli des Erben der Schöpfung.
En juillet 2007, Ritchie Wenaweser est remplacé par Manja Kaletka de 18 Summers. Manja Kaletka est également chanteuse pour X-O-Planet, Dark Diamonds, Jesus on Extasy et X-Perience. Le groupe cesse ses activités en 2011.

## Discographie
- 1995 : Das Rabenland (Witchhunt Records)
- 1997 : Das Nachtvolk (M.O.S. Records)
- 1999 : Der Untergang Von Trisona (M.O.S. Records)
- 2001 : In Gottes Oder Des Teufels Namen (M.O.S. Records)
- 2006 : The End Of the Wizard (Napalm Records)